# Loures
Loures ('lo(ou)ɾɨʃ) è un comune portoghese di 199 059 abitanti situato nel distretto di Lisbona.

## Società

### Evoluzione demografica
| Popolazione di Loures (1890 – 2004) | Popolazione di Loures (1890 – 2004) | Popolazione di Loures (1890 – 2004) | Popolazione di Loures (1890 – 2004) | Popolazione di Loures (1890 – 2004) | Popolazione di Loures (1890 – 2004) | Popolazione di Loures (1890 – 2004) | Popolazione di Loures (1890 – 2004) | Popolazione di Loures (1890 – 2004) | Popolazione di Loures (1890 – 2004) | Popolazione di Loures (1890 – 2004) | Popolazione di Loures (1890 – 2004) | Popolazione di Loures (1890 – 2004) |
| ----------------------------------- | ----------------------------------- | ----------------------------------- | ----------------------------------- | ----------------------------------- | ----------------------------------- | ----------------------------------- | ----------------------------------- | ----------------------------------- | ----------------------------------- | ----------------------------------- | ----------------------------------- | ----------------------------------- |
| 1890                                | 1900                                | 1910                                | 1920                                | 1930                                | 1940                                | 1950                                | 1960                                | 1970                                | 1981                                | 1991                                | 2001                                | 2004                                |
| 18 219                              | 22 325                              | 26 274                              | 26 684                              | 29 014                              | 35 060                              | 50 440                              | 102 184                             | 166 550                             | 276 467                             | 322 158                             | 199 059                             | 199 231                             |

## Freguesias

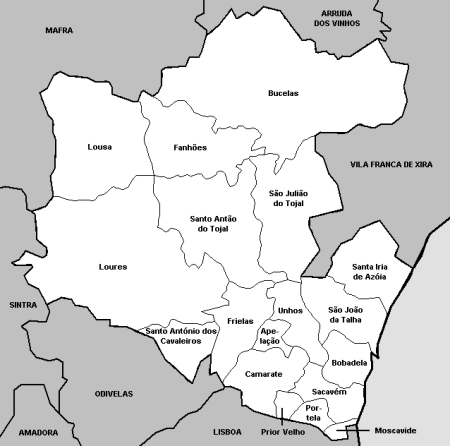

- Apelação
- Bobadela
- Bucelas
- Camarate
- Fanhões
- Frielas
- Loures
- Lousa
- Moscavide
- Portela
- Prior Velho
- Sacavém
- Santa Iria de Azóia
- Santo Antão do Tojal
- Santo António dos Cavaleiros
- São João da Talha
- São Julião do Tojal
- Unhos

## Amministrazione

### Gemellaggi
- Armamar, dal 1993
- Maio, dal 1993
- Matola, dal 1996
- Diu, dal 1998